# 52nd Street
52nd Street is een album van Billy Joel uit 1978.
Het album is de opvolger van The Stranger waarmee hij internationaal doorbrak. Om dit album een andere sound te geven dan zijn voorganger, huurde Joel een aantal jazzmusici in voor de begeleidingsband. Het is het eerste album van Joel dat de eerste plek in de Amerikaanse Billboard 200 wist te halen en het leverde Joel twee Grammy Awards op bij de uitreiking in 1980: die voor album van het jaar en die voor beste zanger. Behalve de eerste plaats in de Amerikaanse albumlijst, lukte het Joel met dit album ook om de toppositie in Australië, Canada en Nieuw-Zeeland te behalen. In Nederland werd de 29e positie behaald.
Drie singles, "My Life", "Big Shot" en "Honesty", wisten de Amerikaanse top 40 te halen. "My Life" werd ook een bescheiden hit in Nederland (plek 23) en Vlaanderen (plek 27). Het album was een van de eerste albums die, in oktober 1982, op compact disc zijn uitgebracht. De titel van het album verwijst naar 52nd Street in New York, waar halverwege de 19e eeuw veel jazzclubs zaten. Toen het album uitgebracht werd, zat ook het hoofdkantoor van Joels platenfirma alsmede de studio waar dit album opgenomen is aan 52nd street.

## Tracklijst
| Nr. | Titel    | Duur |
| --- | -------- | ---- |
| 1.  | Big Shot | 4:03 |
| 2.  | Honesty  | 3:52 |
| 3.  | My Life  | 4:44 |
| 4.  | Zanzibar | 5:13 |

| Nr. | Titel            | Duur |
| --- | ---------------- | ---- |
| 1.  | Stiletto         | 4:42 |
| 2.  | Rosalinda's Eyes | 4:41 |
| 3.  | Half a Mile Away | 4:08 |
| 4.  | Until the Night  | 6:35 |
| 5.  | 52nd Street      | 2:27 |